# Ivindomyrus opdenboschi
Ivindomyrus opdenboschi is een straalvinnige vissensoort uit de familie van de tapirvissen (Mormyridae). De wetenschappelijke naam van de soort is voor het eerst geldig gepubliceerd in 1975 door Taverne & Géry.